# Premierzy Tonga
| Osoba                                   | Osoba                                                 | Osoba   | Kadencja            | Kadencja            | Partia polityczna                     |
| #                                       | Imię i Nazwisko                                       | Portret | Od                  | Do                  | Partia polityczna                     |
| --------------------------------------- | ----------------------------------------------------- | ------- | ------------------- | ------------------- | ------------------------------------- |
| 1                                       | Tēvita ʻUnga (ok. 1824–1879)                          |         | 1 stycznia 1876     | 18 grudnia 1879     | bezpartyjny                           |
| wakat (18 grudnia 1879 – kwiecień 1881) |                                                       |         |                     |                     |                                       |
| 2                                       | Shirley Waldemar Baker (1836–1903)                    |         | kwiecień 1881       | lipiec 1890         | bezpartyjny                           |
| 3                                       | Siaosi Tukuʻaho (1854–1897)                           |         | lipiec 1890         | 1893                | bezpartyny                            |
| 4                                       | Siosateki Veikune (1853–1913)                         |         | 1893                | styczeń 1905        | bezpartyjny                           |
| 5                                       | Fatafehi Toutaitokotaha (1852–1925)                   |         | styczeń 1905        | styczeń 1905        | bezpartyjny                           |
| 6                                       | Sione Mateialona (1852–1925)                          |         | styczeń 1905        | 30 września 1912    | bezpartyjny                           |
| 7                                       | Hon. Tevita Tuʻivakano (1869–1923)                    |         | 30 września 1912    | 30 czerwca 1923     | bezpartyjny                           |
| 8                                       | Viliami Tungī Mailefihi (1887–1941)                   |         | 30 czerwca 1923     | 20 lipca 1941       | bezpartyjny                           |
| 9                                       | Solomone Ula Ata (1883–1950)                          |         | lipiec 1941         | 12 grudnia 1949     | bezpartyjny                           |
| 10                                      | książę Siaosi Taufaʻahau Tupoulani (1918–2006)        |         | 12 grudnia 1949     | 16 grudnia 1965     | bezpartyjny                           |
| 11                                      | książę Sione Ngū Manumataongo Uelingatoni (1922–1999) |         | 16 grudnia 1965     | 22 sierpnia 1991    | bezpartyjny                           |
| 12                                      | baron Siaʻosi Tuʻihala Alipate Tupou (1921–2009)      |         | 22 sierpnia 1991    | 3 stycznia 2000     | bezpartyjny                           |
| 13                                      | HRH Lavaka Ata ʻUlukalala (1959–)                     |         | 3 stycznia 2000     | 11 lutego 2006      | bezpartyjny                           |
| 14                                      | Feleti Sevele (1944–)                                 |         | 30 marca 2006       | 22 grudnia 2010     | bezpartyjny                           |
| 15                                      | Lord Tuʻivakanō (1952–)                               |         | 22 grudnia 2010     | 30 grudnia 2014     | bezpartyjny                           |
| 16                                      | ʻAkilisi Pohiva (1941–2019)                           |         | 30 grudnia 2014     | 12 września 2019    | Demokratyczna Partia Wysp Przyjaznych |
| –                                       | Semisi Sika (p.o.) (1968–)                            |         | 12 września 2019    | 8 października 2019 | Demokratyczna Partia Wysp Przyjaznych |
| 17                                      | Pōhiva Tuʻiʻonetoa (1961–2023)                        |         | 8 października 2019 | 27 grudnia 2021     | Demokratyczna Partia Wysp Przyjaznych |
| 18                                      | Siaosi Sovaleni (1970–)                               |         | 27 grudnia 2021     | 9 grudnia 2024      | bezpartyjny                           |
| –                                       | Samiu Vaipulu (p.o.) (1952–)                          |         | 9 grudnia 2024      | 22 stycznia 2025    | bezpartyjny                           |
| 19                                      | ʻAisake Eke (?–)                                      |         | 22 stycznia 2025    | nadal               | bezpartyjny                           |